# Mercado de Norwich

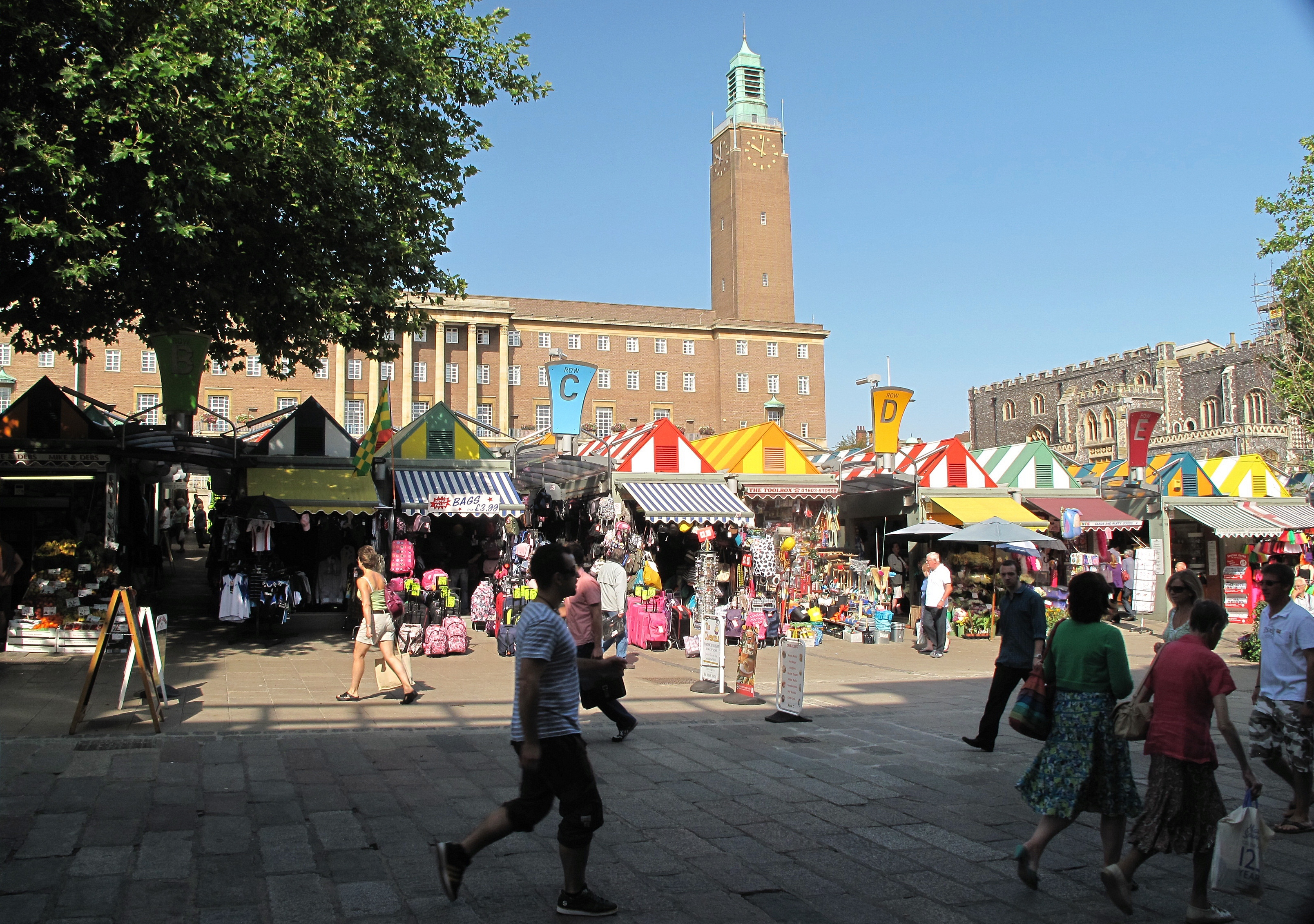
Mercado de Norwich, 2009. El área pavimentada enfrente del mercado, ahora conocido como el Paseo del Caballero, fue formalmente reservado por pequeños agricultores que venden en locales temporales. Desde 1938 el mercado está presidido por la sede del Ayuntamiento de Norwich (centro) de estilo art déco y el Guildhall del siglo XV.

El Mercado de Norwich (también conocido como Norwich Provision Market nombre en inglés para Mercado de Prestación de Norwich), es un mercado que consiste en alrededor de 200 establecimientos en el centro de Norwich, Inglaterra. Fue fundado a finales del siglo XI para servir a los comerciantes normandos y a los colonos que se mudaron a la zona después de la conquista normanda de Inglaterra y que sustituyeron a un mercado anterior que se encontrada a corta de distancia. Ha estado funcionando en el sitio actual durante más de 900 años.
En el siglo XIV, Norwich fue una de las ciudades más grandes y prósperas de Inglaterra y el Mercado de Norwich fue por tanto, un importante centro de comercio. El control de sus ingresos se cedió, por parte de la monarquía, a la ciudad de Norwich en el año de 1341. Exento del control real, el mercado fue reorganizado para beneficiar a la ciudad tanto como fuera posible. Norwich y las regiones cercanas fueron devastadas por la plaga y el hambre en la última mitad del siglo XIV, cayendo así la cantidad de población en un 50%. Los años siguientes a la plaga, Norwich fue regido por el control de comerciantes locales y la economía fue reestructurada. En los primeros años del siglo XV, la Casa Consistorial fue construida junto al mercado con el propósito de servir como centro de gobierno local y de aplicación de las leyes. El edificio medieval más alto de la Gran Bretaña fuera de Londres, permaneció como sede del gobierno local hasta 1938 y en uso como tribunal de justicia hasta el año de 1985.
En la era georgiana, Norwich se hizo un lugar muy popular para viajeros y se desarrolló como una importante ciudad de moda para las compras. Los edificios alrededor del mercado se convirtieron en tiendas de lujo. La parte del este del mercado fue particularmente considerada la del lujo y la moda, pasando a adoptar el nombre de "Gentleman's Walk" o Paseo de los Caballeros, en español. El área alrededor del mercado se congestionó mucho en el siglo XIX, pero el consejo era incapaz de aumentar los fondos para el desarrollo por lo que solo se pudieron hacer unas pocas modificaciones. Debido a que los comercios del mercado eran de propiedad privada, el consejo no fue capaz de reorganizar el mercado a una distribución más racional. 
Tras la Primera Guerra Mundial, la autoridad local comenzó a comprar de manera sistemática todos los comercios del mercado de Norwich, convirtiendo así al mercado completo en propiedad pública. De tal modo, el mercado fue radicalmente rediseñado en la década de 1930; los comercios fueron organizados en filas paralelas y la sede del Ayuntamiento de Norwich fue construida a lo largo de la parte oeste de la plaza del mercado para reemplazar la que en ese entonces era la Casa del Ayuntamiento. Esta nueva organización persistió a pesar de cambios significativos en lo que quedaba del siglo XX. En la década de 1990, el mercado se había deteriorado y en el 2003 se crearon propuestas de cambios radicales de construcción en el área. Dichas propuestas fueron objeto de extrema polémica y fueron abandonadas en el 2004 a favor del esquema que mantenía las filas paralelas de los comercios, pero reemplazaron las viejas estructuras de los mismos con otras de acero de cuatro puestos por unidad. La remodelación del mercado se completó en los inicios del 2006 y ahora es uno de los mercados más grandes de la Gran Bretaña .

## Fundación
La capital del condado de Norfolk, Norwich, es una ciudad en el río Wensum en el Este de Inglaterra. Sus orígenes son inciertos pero bajo el reinado de Athelstan (924–939), la ciudad fue un centro de comercio y una de las más importantes y ciudades de Inglaterra. El asentamiento anglosajón se centraba alrededor de Tombland, un gran espacio abierto en el punto donde los caminos a Norwich convergían. La llanura de Tombland era el sitio de mercado de Norwich.

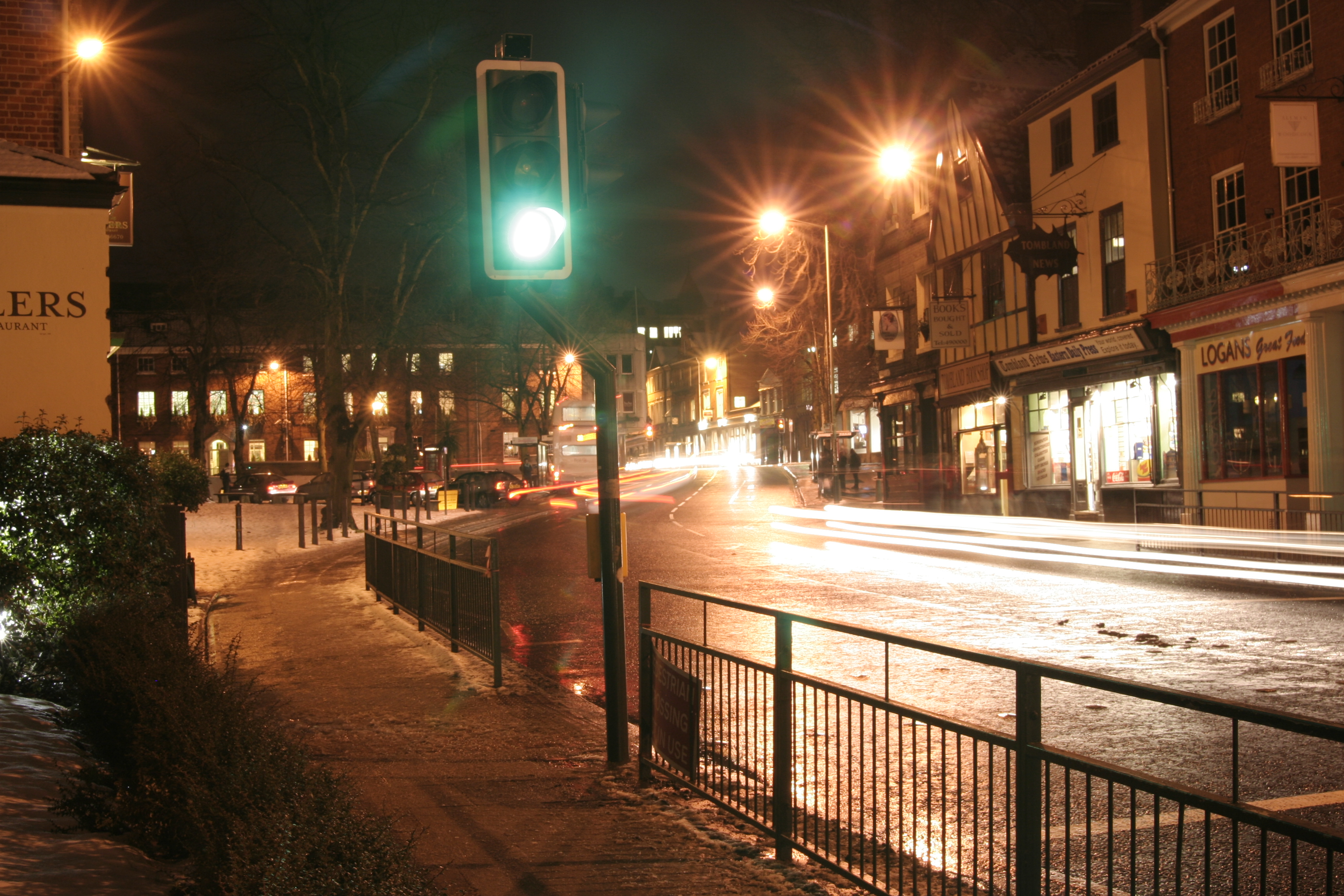
Tombland, sitio del Mercado de Norwich hasta el, se conserva como un espacio abierto

Tras la conquista normanda de Inglaterra (1066-1071), Norwich fue radicalmente rediseñada. La Catedral de Norwich fue construida al este de Tombland y una gran parte de la vieja ciudad hasta el suroeste de Tombland fue despejada para el bosque del Castillo de Norwich. Una nueva ciudad normanda fue construida al oeste del castillo, en un área conocida como Mancroft{{Refn|1=Fromen latín: Magna Crofta, "campo grande". La nueva ciudad en Mancroft incluía un mercado propio para proveer y ofrecer a los habitantes y comerciantes normandos que se habían mudado al área y posiblemente también para suministrar al castillo. La fecha precisa de la fundación del Mercado de Mancroft no está registrada, pero es conocido por funcionar en el tiempo en el que el Libro Domesday fue completado en 1086. Garantizando el derecho del comercio en la Inglaterra normanda era parte de la prerrogativa real y como la mayoría de las ferias y mercados de aquel entonces, el mercado de Mancroft funcionaba bajo licencia del Rey. El administrador del rey era el único que tenía jurisdicción sobre todo el comercio que se realizaba en el mercado, así como sobre los peajes y las rentas que se recolectaban en nombre del rey.
Existen ahora muy pocos registros del mercado normando entre los siglos XI al XIII.. Sin embargo, se sabe que poco después del establecimiento del mercado, se construyó cerca una casa de peajes, la cual sirvió como un punto de recaudación de impuestos sobre el comercio. A pesar de que no se conoce exactamente la ubicación precisa de la casa de peajes, se sabe que se encontraba en la parte norte del mercado, donde ahora se encuentra la sede del Ayuntamiento.
En algún momento justo después de su construcción, la casa de peajes se convirtió también en el centro de la administración civil de la ciudad. Aunque el mercado de Tombland retuvo su cédula para celebrar la feria anual de caballos, con el tiempo, el mercado de Mancroft reemplazó al de Tombland como el principal mercado del área. Al final del siglo XI, el mercado de Tombland fue eliminado durante los trabajos de construcción realizados en la Catedral de Norwich.

## El Mercado de Norwich en la Edad Media
Al comienzo del siglo XIV, Norwich era una de las principales ciudades de Europa. En ese tiempo, East Anglia fue una de las zonas con mayor población en Inglaterra, produciendo grandes cantidades de grano, ovejas, vacas y aves de corral. Gran parte de este producto era comercializado a través del puerto de Norwich aproximadamente en el centro de la región. Mientras tanto, la ciudad también se había transformado en una ciudad industrial basándose en los textiles, el cuero y el trabajo del metal, además de ser el centro administrativo de la región. Alrededor del año 1300, Norwich poseía una población de entre 6.000-10.000 habitantes, con un total de alrededor de 20.000 personas que vivían en la zona. (Un historiador del siglo XIX, estimó que la población antes del año 1349 era aproximadamente 70.000 personas.). Norwich fue una de las ciudades más grandes y más prósperas del país y fue considerada como la segunda ciudad de Inglaterra. Además de ferias ocasionales, la mayoría de los bienes que se producían o eran importados a la región pasaban por el mercado de Mancroft. Aunque existe cierta evidencia de que el mercado funcionaba a diario durante los años en torno a 1300, generalmente estaba abierto los miércoles y los sábados.

### Diseño
El mercado ya tenía en ese entonces más o menos la distribución y el diseño que se mantiene actualmente. Era un largo espacio rectangular abierto y alineado de norte a sur con la casa de peajes (el Ayuntamiento después de 1413( que marcaba el extremo norte y la gran iglesia de St Peter Mancroft delimitando el extremo sur. (St Peter Mancroft se construyó entre 1430–55 incorporándose a una vieja iglesia construida en 1075 y financiada por los comerciantes del mercado.  Hoy en día conserva su asociación con el mercado; todos los comerciantes (marchantes) conservan el derecho a celebrar matrimonio en ese iglesia y a ser enterrado en el cementerio de la misma.) En el mercado yace un pasillo largo y recto denominado Nethererowe o fila interior, que más tarde marcaría el límite oriental (y que sería renombrado como El Paseo del Caballero). Otro pasaje llamado Overerowe (denominado tiempo después como la Calle de St Peter, desde 1938 ocupada por el Ayuntamiento) denotaría el límite con el oeste.
El mercado medieval fue dividido en secciones, cada una destinada a un tipo de comercio en particular. Los puestos del mercado fueron organizados en filas, variando en anchura de 2 pies (60 cm) a 15 pies (460 cm). Altamente cotizado, en los primeros años del mercado, este era propiedad de instituciones de mayor grosor como cuerpos religiosos y gremios de comercio y generaron altos ingresos provenientes de rentas. Igualmente proveían un ingreso estable para el rey y posteriormente para la ciudad, proveniente de rentas de terrenos. El mercado estaba rodeado por edificios comerciales, construcciones que comenzaron en el año 1300. Estas estructuras fueron fijadas de manera permanente, inclusive algunos de ellos tenían múltiples plantas y bodegas.
La sección norte de la plaza principal del mercado, inmediatamente al sur de la casa de peajes, contenía pescaderías, carnicerías, ferreterías y vendedores de lana. En las secciones sur de la plaza del mercado, el norte de St Peter Mancroft, contenía un mercado de pan y numerosos comercios asociado con importantes industrias textiles y de cuero originarias de Norwich. Un amplio espacio entre el mercado principal y el Nethererowe se mantuvo para el uso de pequeños agricultores del país, que instalaría puestos temporales y tiendas para vender sus mercancías.
El sur de St Peter Mancroft se consideró como una segunda plaza de mercado haciéndose cargo del comercio con trigo, aves de corral, ganado y ovejas. Los puercos, caballos, la madera y pinturas no eran negociados en el mercado principal; sin embargo, se habían dedicado otros mercados en distintas partes de la ciudad para dicho fin. (Los nombres de algunos lugares de Timberhill, St John Maddermarket and Rampant Horse Street se derivan de sus orígenes en los sitos medievales de mercados de madera, pintura y caballos respectivamente.)

### Transferencia del control de la ciudad
En 1341, el Eduardo III de Inglaterra visitó Norwich por un torneo de justas, coincidiendo con el final de la construcción de las murallas de la ciudad. Eduardo y su madre, Isabel de Francia, quedaron muy impresionados con la ciudad, así que como muestra de agradecimiento por los reforzamientos de las fortalezas de defensa que los rodeaban, Eduardo le concedió la franquicia del mercado a la ciudad de manera perpetua. El control del ayudante del rey sobre el comercio en el mercado llegó a su fin, los peajes y rentas del mercado fueron directamente destinados a los cobradores de deudas a la ciudad, es decir, a los gobernantes de la misma.
Con la influencia y el poder del ayudante del rey abolidas, los alguaciles de Norwich decidieron regular el funcionamiento del mercado, debido a que sentían que eso le traería un mayor beneficio a la ciudad. Con el fin de estimular la competencia justa entre los comerciantes en el marcado, se prohibió vender productos alimenticios antes que sonara la campana de la catedral para Lady Mass (6:00 a. m.) La práctica de la prevención u obstrucción (reunión de comerciantes en el camino a la compra de bienes para la reventa, o el impedir la asistencia al mercado para que los bienes fueran escasos y por ende, pudieran elevar su precio) fue prohibida. Comercializar donde fuese fuera del mercado estaba gravemente penalizado y se revocaría el derecho de la ciudad de volver a vender las mercancías. Se fijaron los precios del pan y de la cerveza y se introdujo un conjunto de medias y pesos estandarizados, para los cuales las medidas debían de comprobarse regularmente. Poco después de la transferencia del mercado a la ciudad, un mercado de cruz surgió cerca del centro del principal mercado (en la parte opuesta a la entrada, hoy Lugar de Davey), diseño de los cuales no se tiene registro completo.
A mediados del año 1348, la plaga bubónica conocida como la peste negra, que había afectado a Europa durante el año anterior, había alcanzado a Inglaterra por primera vez con un brote en la costa sur, en el puerto de Melcombe Regis. La plaga se esparció gradualmente sobre el resto del país con efectos devastadores, causando una alta tasa de mortalidad, estimada entre el 30%–45%. A finales de marzo  en 1349, el brote alcanzó el este de Anglia y por razones desconocidas, incrementó dramáticamente su intensidad. Tan solo entre 1349–50, más de la mitad de la población del este de Anglia había muerto.  Para 1369, el este de Anglia (economía agricultora de la cual había sufrido un terrible colapso con el comienzo de la plaga) fue golpeado por el hambre.
A pesar de que el mercado continuó funcionando, tras la plaga funcionó a un nivel bastante reducido y muchos comercios quedaron vacíos durante algunos años después. La hambruna de 1369 sobrecogió a Norwich, llenando el cementerio de la iglesia de St Peter Mancroft, lo que requeriría una expansión del mismo. Las filas de los comercios en el mercado principal, el cual había sido ocupado por comerciantes de lino, fueron quitados para dejar el espacio libre, con el fin de generar un cementerio ampliado. Para 1377, la población de Norwich ya había descendido de 20,000 personas antes de brote a menos de 6,000.
Aunque el orden social se mantuvo a lo largo de los años de la peste, la economía de la región fue devastada. Sin embargo, la comunidad mercantil sobreviviente se volvió muy influyente en la ciudad y a raíz de la catástrofe, se dedicó a aumentar la influencia del Consejo por el mercado, comprando muchas de las tiendas aledañas. El Consejo también compró un grupo de muelles a lo largo de King Street cerca de Dragón Hall en 1397 y decretó que todas las mercancías que entraran a Norwich por agua, debían ser descargadas allí.
Prontamente el mercado comenzó a recuperarse de los años de la peste para volver a ser un importante centro de comercio. Los registros de 1565 muestran comercios diversos en recuperación: 37 carniceros solo en el mercado y Norwich se convirtió también en un importante centro para la importación de alimentos exóticos. Azúcar, higos y ciruelas fueron negociadas en el mercado en el siglo XVI, y se registra que 20.000 naranjas y 1.000 limones fueron dados para la Feria del día de San Bartolomé en 1581.

### El Ayuntamiento y el Mercado de Cruz
En 1404, Norwich aseguró un documento real que concedía autonomía como "El Condado de la ciudad de Norwich". El Consejo local fue reestructurado en un cuerpo encabezada por un alcalde y administrado por alguaciles y regidores; el alcalde también formalmente se convirtió en Secretario de los mercados, pero en la práctica, el funcionamiento de los mercados siempre fue delegado a los diputados.
Para entonces, la casa de peajes era inadecuada como la sede del gobierno local y entre 1407 – 1413 fue demolido, junto con un sitio junto a él que había albergado un mercado de verduras y fue reemplazado por un nuevo Ayuntamiento. En concordancia con la condición de Norwich, fue uno de los mayores edificios cívicos en las afueras de Londres, Inglaterra y ubicados allí todos los aspectos del gobierno local y la justicia para el nuevo Consejo. El costo del Ayundamiento fue de entre 400 a 500 libras de construcción. (Debido a que fue construido principalmente a base de trabajo presionado, equivalentes modernos de los costes de construcción son prácticamente insignificantes. Los ingresos anuales del Ayuntamiento en el momento que fue construido, eran alrededor de £120.).  La parte oriente del Ayuntamiento fue construida bajo un diseño distintivo de cuadros blanco y negro, representando al Ministerio de Hacienda. El sótano de la casa de peajes fue utilizado como una mazmorra o cárcel, mientras que un nuevo sótano sirvió como un bloqueo de la apertura del ayuntamiento hasta la década de 1980.
Entre 1501 y 1503, el alcalde John Rightwise se dio a la tarea de demoler el mercado original de cruz y lo había reemplazado con una nueva cruz un poco más elaborada. Se decidió por una forma octagonal, sostenida sobre un plinto de 30 pies (9 metros) de amplio y se erguía con una altura de 18 a 21 metros. La estructura central contenía un oratorio, ocupado por un sacerdote.
El nuevo Mercado de la Cruz solo sobrevivió en su forma original por un corto tiempo. Durante la Reforma Inglesa de la década de 1530, la cruz en la cúspide fue derribada y el oratorio se convirtió en un almacén. El zócalo con forma octagonal se convirtió en una galería comercial de pequeños comercios. En 1549, una horca temporal se colocó en la cruz para la ejecución en masa de 60 de los participantes en la rebelión de Krett, que se habían congregado en el mercado durante su breve captura de Norwich. En 1574, se aprobó una ley local que exigía que todos los hombres desempleados debían colocar el mercado cruz cada mañana a las 5, junto con las herramientas de su oficio y quedarse ahí durante una hora con la esperanza de que se les ofrecería trabajo; un huesero fue contratado para el tratamiento de hombres que afirmaban que no concordaban para el trabajo por lesiones o heridas. El éxito de este esquema no se registró.
En el siglo XVII, el edificio se conoció como la casa de mercado y se utilizó para la venta de grano y otros bienes; un conjunto de medidas aprobadas estaban encadenados a los pilares para el uso público. El título arcaico de "Guardián de la Cruz" se le otorgó al hombre que tenía la tarea de barrer el mercado de forma semanal.
El mercado de cruz también sirvió como sede para las elecciones parlamentarias de Norfolk. Los candidatos podrían traer grandes multitudes de votantes de los campo de los alrededores a quienes se les ofrecían grandes cantidades de alcohol gratuito para asegurar su apoyo. Los candidatos pagaban los hospedajes de los votantes, pero en campañas muy cerradas, más cantidad de votantes eran traídos y llenaban cada hostal de la ciudad, forzando a algunos votantes a dormir en la cruz y alrededor de ella.  Thomas Browne describe a los votantes alrededor del mercado de cruz "como rebaño de ovejas" durante las elecciones cerradas de 1678, cerca a la Crisis de la exlusión. Después del conteo de votos, al candidato ganador se le llevaba tres veces alrededor del mercado, seguido de antorchistas y trompetistas. En esta época, las multitudes generalmente estarían ya extremadamente borrachas y hundidas en el licor donado por los candidatos, por lo que las elecciones a menudo se transformarían en batallas de borrachos.
A pesar de que era popular entre los vendedores viajeros, particularmente los de pequeños artículos de lujo, el mercado de cruz era costoso e impopular con los ciudadanos de Norwich, de modo que en 1732 se mandó demoler la cruz y la piedra fue vendida por 125 libras. En el 2005, la base de la Cruz fue descubierta una vez más durante las excavaciones de la renovación de la zona del mercado, pero desde entonces se volvió a cubrir. Its site is now outlined in red stones embedded in the market floor. El sitio se encuentra ahora delineado con piedras rojas incrustadas en el piso del mercado.

## Otros usos de la plaza del mercado en la Inglaterra de los Tudor y los Estuardo
Con unas cuantas estructuras fijas en el mercado principal, la llanura sirvió tradicionalmente como un espacio público abierto en los días cuando el mercado no estaba operando. Antes de la Reforma de 1530, su uso principal fue como un lugar para fiestas religiosas, particularmente la procesión anual de artesanos en Corpus Christi. Muchos festivales religiosos que fueron de orden más público se abandonaron después de la reforma y la disolución de muchos de los gremios medievales, así como el principal evento en calendario cívico de Norwich se convirtió en la inauguración anual del alcalde, que tenía lugar en mayo.
La ceremonia de inauguración fue realizada por las autoridades cívicas y por los sobrevivientes, además de por el todavía poderoso, gremio de St George, y combina elementos de un festival público con una feria religiosa. Cuatro "whifflers" (funcionarios de la ciudad llevando las espadas) marcharon delante de la procesión para despejar el camino. Atrás de ellos, los alcaldes que entraban y salían montaron a caballo lado a lado, seguidos de trompeteros y adornados con las banderas de Inglaterra y St. George, seguidos por alguaciles y concejales de la ciudad en ropas ceremoniales en colores violeta y rojo, respectivamente.  La procesión fue vigilada por la "espera" de la ciudad (músicos que tocan instrumentos de viento fuertes, generalmente la chirimía) (una lengüeta doble, instrumento medieval de viento con cuerpo cónico de madera), acompañado por payasos (llevando varas y vestidos rojos y amarillos, adornados con campanas y colas de gatos) y un hombre vestido de dragón.
Aparte de las inauguraciones mayorales, el mercado fue sede de otros eventos públicos, especialmente de luto para las procesiones en las muertes de los monarcas, las celebraciones de la coronación, cumpleaños y celebraciones de victorias militares. Se utilizaban fuegos artificiales y hogueras para celebrar en este tipo de eventos, acompañadas de la militarizada local, quienes disparaban salvas, se hacía uso del repique de las campanas de las iglesias cercanas, mientras que los comerciantes y los habitantes iluminaban sus ventanas con velas. A menudo, particularmente en el siglo XVIII, arcos de triunfo se levantaron al lado del ayuntamiento. La cerveza gratis fue tradicionalmente distribuida en estos eventos, que sería en ocasiones la culpable de generar desórdenes con los borrachos en el evento.
El mercado fue igualmente el lugar de castigo público de malhechores, las provisiones y una picota fueron fijados en una posición llamativa en el extremo oriente del ayuntamiento.  Las provisiones fueron relativamente menores ofensas como romper con las regulaciones del precio del pan, peleas públicas o descortesía al alcalde; los malhechores en ocasiones también podían ser desfilados alrededor del mercado llevando sombreros de papel con los detalles de su delito. La picota se utilizó para los delitos más graves. En al menos dos ocasiones, a finales del siglo XVI algunas personas declaradas culpables fueron clavados en la picota por sus orejas; cuando terminaba su tiempo en la picota, las orejas eran cortadas. Azotes públicos de los delincuentes también se llevaron a cabo en el mercado. A pesar de que no todas las ejecuciones en el periodo fueron registradas, se sabe que colgar a las personas públicamente tomaban lugar en la plaza del mercado y alrededor del mercado de cruz.
En el siglo XVII, el mercado también se había convertido en el lugar para muchos espectáculos para y por viajeros. Animales exóticos fueron exhibidos, incluyendo leones, tigres, camellos y chacales y espectáculos por hechiceros, titiriteros, actos de cantantes, acróbatas y otros artistas también se llevaron a cabo con regularidad. Otro show muy común fue mostrar las deformidades humanas; existen registros de las décadas de 1670 y 1680 donde las licencias de exposición, concesión alcalde, entre otros consistían de: "un hombre monstruoso con dos cuerpos traídos de las Indias por Sir Thomas Grantham", "una chica de 16 años sin huesos", "un niño monstruoso hayrie" y "un hombre monstruoso proveniente de entre las colinas de Corinthia, se alimenta de las raíces de árboles, etc.". Etapas dirigidas por charlatanes vendiendo medicinas y curas milagrosas demostrando a menudo fueron ofrecidas cerca del ayuntamiento, lo que provocó las quejas regulares de pescaderías, que las multitudes estaban bloqueando el acceso a sus puestos; en al menos una ocasión uno de estos supuestos médicos tenía retirada su licencia 'debido a posibles daños a la economía de la ciudad por la distracción de las "mentes ociosas" de su trabajo'.

## Evolución en el Periodo Georgiano
Mejoras en la infraestructura vial de Norfolk y el desarrollo del sistema de diligencia hizo de Norwich un destino cada vez más popular entre los turistas. Norwich se estaba recuperando de los años de plaga y era una ciudad importante, con atracciones y eventos sociales siendo precedido únicamente por Londres. Los terratenientes de la cada vez más próspera Norfolk y Suffolk comenzaron a visitar con más frecuencia Norwich y permanecer por más tiempo cuando lo hacían.
Para finales del siglo XVII, muchas de las regulaciones más estrictas sobre comercio en Norwich fueron levantadas o relajados, y Norwich se convirtió en una ciudad de tiendas de moda. Las tiendas de abastecimiento para las clases sociales más altas (que se encontraban en crecimiento), tales como librerías, viticultores y armeros, crecieron alrededor del plano mercado, especialmente en las grandes construcciones a lo largo del lado oriental del mercado, el Nethererowe, que llegó a ser tan popular entre miembros de la alta sociedad como con la alta burguesía pasó a llamarse El Paseo del Caballero. 
El Paseo del Caballero adquirió un buen número de tiendas de lujo, pañeros (aquel que vende prendas) quienes incluían a John Toll desde que Elizabeth Gurney (posteriormente Elizabeth Fry) veía la elección de 1796, el vino y el licor de Thomas Bignold, quien en compañía de otros comerciantes de la zona fundaron una asociación mutua para proporcionar la chispa segura para comercio en la zona que se convirtió en Norwich Union, y el Saunders Coffee House, frecuentado por el joven Horatio Nelson, primer Vizconde y William Nelson primer Conde.
En esta época, una fila de puestos que limitaban con el cementerio de St Peter Mancroft se había convertido en una fila de tres y cuatro pisos casas de este a oeste, y una segunda fila de edificios de norte a sur atravesaba la plaza del mercado principal. La hilera de casas cortó el mercado principal de la franja oriental de las carnicerías y pescaderías, conocidos como el mercado superior, dejando solo dos estrechos callejones como enlaces directos entre las dos mitades de la Plaza del mercado de la vivienda. (A pesar de que el edificio estaba dividido de entre la parte alta y la parte baja del mercado, fue demolido en 1930, uno de estos pasajes conexión sobrevive bajo el nombre de Pudding Lane. El nombre "Pudding Lane" es derivado de "ped", una arcaíca palabra para las largas canastas de donde los comerciantes vendían sus productos en el mercado.)
Con el aumento en el número de personas que visitaban Norwich, el comercio creció en las posadas y hostales que rodeaban el mercado.  Además de los bares existentes, por lo menos cuatro grandes abrían su sucursal en el Paseo del Caballero. Durante la última mitad del siglo XVIII, las diligencias fueron dejando las posadas en un promedio casi fijo por día casi a diario a Londres y las posadas también sirvieron como centro de una red de servicios frecuentes a lo largo del este de Anglia.
Construido alrededor de largas y estrechas yardas y sirviendo comida y bebida y proporcionando alojamientos, estos hostales o pensiones también sirvieron como almacenes temporales, salas de subastas y salas de juegos para los viajeros de negocios en el mercado.  El más conocido fue el Ángel, partes del cual datan del siglo XV. Además de proporcionar las otras funciones de las posadas de Norwich, su yarda también sirvió como un teatro popular y lugar para otros artistas. A pesar de su importancia como ciudad, Norwich no tenía un teatro dedicado hasta 1758.)  Sin embargo, en 1699 parte del edificio se derrumbó durante una actuación por la troupe de Thomas Doggett de jugadores, matando a una mujer e hiriendo a muchos de los asistentes. La reputación del Ángel fue severamente dañada, y aunque todavía se usa para entretenimientos de pequeña escala como títeres, nunca fue utilizado para representaciones teatrales de escala completa.
Mientras tanto, el mercado de ganadería del sur de St Peter Mancroft se convirtrió en días abrumadores de un mercado lleno de gente. En algún momento una parte del lado oriente del castillo fue nivelada y en 1738 la venta de ganado fueron trasladadas a este nuevo sitio. El viejo mercado del heno permaneció en el sitio antiguo por más de un siglo, hasta que se trasladó también al nuevo sitio de mercado de ganado al principio del siglo XIX. El nuevo mercado de ganado era uno de los más importantes mercados de ganados de las ciudades inglesas y desarrolló la reputación de "el más cruel del país".

## Desarrollo durante elsigloXIX
El traslado del mercado de ganado había hecho muy poco para resolver los problemas de congestión en los alrededores del mercado. Muchas de las rutas de acceso medieval al mercado eran demasiado estrechas para el transporte sobre ruedas, y las callejuelas eran también lugares oscuros, peligrosos y en muchas ocasiones sin pavimentar. Aunque el mercado había sido resurgido durante el siglo XVIII, esta había hecho con adoquines de piedra pedernal que fácilmente fueron desalojados y rechazados. William Chase, el primer editor del directorio de Norwich, hizo uso del cabildeo en siglo XVIII para realizar mejoras para mejoras cívicas y una racionalizar las calles alrededor del mercado. A pesar de ello, la economía de Norwich dependía fuertemente de la industria textil, que había sufrido gravemente de la pérdida del mercado de exportaciones durante las guerras francesas. y por lo tanto los fondos para mejora eran muy limitados. Para principios del siglo XIX, la única mejora importante había sido la pavimentación del Paseo del Caballero. En 1805 una cantidad de Comisiones de Mejora se establecieron para proponer soluciones a los problemas que enfrentaba el área, pero muy pocas acciones fueron hechas.  Los consejeros locales no tenían poder para gravar tasas de impuesto para fondear mejoras cívicas y como consecuencia, para fondear trabajos de mejora, se tuvieron que subir las rentas, mediante apelaciones públicas, o por endeudamiento de largo plazo y la ciudad fue inicialmente incapaz de recaudar los fondos suficientes.
En 1813 la yarda de la posada Cabeza del Rey fue ampliado para crear el lugar de Davey, una nueva calle entre el mercado y la parte posterior de los mesones, en aquel momento un estrecho pasadizo que corrió paralela del Paseo del Caballero, detrás de las posadas. (A pesar de las posadas ya no existen, la parte posterior de las mismas sobrevive como un nombre de calle.) En 1820 el Gasolier, la primera lámpara de gasolina de Norwich se instaló en el mercado afuera de la entrada de Davey Place. Exchange Street, una nueva carretera que iba desde la esquina noreste del mercado, fue terminada en 1828 y se instaló una carretera junto a la acera existente. London Street, la carretera principal que conecta el mercado con las mayores áreas de la ciudad alrededor de la catedral y Tombland se hizo más ancha en 1856. En 1860, la decrépita pescadería que estaba en el área hasta el Ayuntamiento, por ahora más de 700 años de antigüedad, fue reemplazada por un nuevo edificio neoclásico. En 1863, el Paseo del Caballero fue pavimentado correctamente con piedra de York, y en 1874 los adoquines del mercado fueron sustituidos por bloques de madera. Aunque en este momento el mercado operó todos los días, las leyes laborales sobre el domingo significaban que estuviera cerrado ese día. El espacio del mercado los domingos fue utilizado para las reuniones y asambleas públicas.
Mientras tanto, la estación de tren de Norwich abrió en 1844. Aunque muchos residentes de Norwich se resistían a utilizar el ferrocarril y los buenos vendedores pensaron que era más conveniente seguir recoger mercancías de las posadas, el uso del ferrocarril aumentó gradualmente al igual que el número de coches y carros, haciendo lentamente que las posadas se redujo, lo que ocasionó una reducción de la congestión. En 1899 Ángel Inn—renombrado como Royal Hotel en 1840 con ocasión de la boda de la reina Victoria, finalmente cerró y fue sustituido por el Royal Arcade de George Skipper, un centro comercial en el estilo Art Nouveau.
Aunque inicialmente las autoridades civiles se resistían a instalar tranvías en el centro de la ciudad debido a la preocupación sobre la molestia y perturbación, finalmente cedieron; a finales del siglo XIX, Norwich tuvo un total de 16 millas (26 kilómetros) de las rutas del tranvía, incluyendo la ruta del Paseo del Caballero en sí mismo. Mientras que habían propuesto planes para racionalizar la distribución de los puestos del mercado desde el siglo XVIII, se habían encontrado con el hecho de que muchos de los puestos eran propiedad privada.

## Desarrollo en 1930
A raíz de la Primera Guerra Mundial, el Comité de Mercados del consejo inició un programa de comprar poco a poco todos los puestos de propiedad privada, con la intención de alentar a los soldados desmovilizados a trabajar en el mercado. En pocos años el mercado era propiedad pública por completo, y el Consejo asumió la responsabilidad del mantenimiento del mismo. La ciudad también compró y cerró muchas de las 30 o más pensiones en el área de transferencia de las licencias a los suburbios crecientes.
Mientras tanto, el Ayuntamiento, diseñado para servir a la ciudad después de la peste con una población de alrededor de 6.000, era irremediablemente inadecuado como el centro administrativo de una ciudad moderna. Como una solución provisional, la fila de edificios dividiendo los mercados principales y superiores en su mayoría había sido tomada en propiedad pública y convertida en oficinas cívicas, y en enero de 1914, el mercado de pescado de 1860 también había sido ampliado y convertido en oficinas. Las reformas de bienestar liberal de principios del siglo XX y la Ley de Gobierno Local en 1929 habían aumentado enormemente el papel de los gobiernos locales en salud pública y asistencia social, y por la década de 1930, el Consejo de Norwich sufría de una grave carencia de espacio de oficinas.
El consejo optó por una reconstrucción radical de la zona que rodeaba al mercado superior. La fila de edificios de St Peter Mancroft hasta el Ayuntamiento, que divide los mercados superiores e inferiores, fueron demolidos, abriendo el mercado, como habían sido los edificios a lo largo del lado occidental del mercado. La mezcla de puestos y comercios que ocupaba el propio mercado fueron todas removidas y reemplazado por 205 puestos en filas paralelas uniformes, rematadas con techos inclinados multicolores (conocidos localmente como "inclinaciones"). Durante la reconstrucción de la plaza del mercado, los puestos existentes fueron trasladados a un número de localizaciones temporales en el área para permitirles continuar el comercio, incluyendo el patio y posterior al desarrollo del Ayuntamiento y calles a su alrededor.. En 1938, las cubiertas de los comercios llegaron a ser famosos dadas las rayas multicolores en sus techos.
En 1932, a pesar de las preocupaciones de algunos residentes locales y comerciantes sobre el enorme gasto durante la recesión, se planeaba un edificio nuevo para reemplazar los anteriormente demolidos, que abarcan la longitud del borde occidental del mercado que se encontraba ahora unificado. De más de 140 entradas fue seleccionada un diseño de Charles Holloway James y Stephen Rowland Pierce . Fuertemente influenciado por la arquitectura escandinava, el diseño atrajo críticas negativas en su tiempo, incluyendo a John Piper diciendo que "la niebla es su amigo". Inaugurado por el rey Jorge VI en 1938 como Ayuntamiento, el edificio resultó ser un éxito y fue descrito por Nikolaus Pevsner como "el edificio público inglés más importante entre las dos guerras". El monumento a los caídos de Norwich, fue diseñado por Edwin Lutyens y abrió sus puertas al público en 1927 fuera el Ayuntamiento para después trasladarse a un jardín conmemorativo en una terraza larga y estrecha que se elevaba entre el Ayuntamiento y el mercado ampliado poco después de la apertura del Ayuntamiento.

## Remodelación de 1976
Aunque el mercado cambió muy poco superficialmente en las décadas siguientes a la reurbanización de los años 30, durante alrededor de los años 60 el mercado estaba cayendo en el abandono y ya no satisfizo las normas de higiene moderna. La falta de fondos retrasó obras de mejoras y los trabajos de renovación no pudieron comenzar hasta febrero de 1976. Agua caliente y fría y refrigeración fueron proporcionadas a los puestos de manipulación de alimentos, y muchos de los mismos fueron convertidos en unidades selladas. Se instalaron nuevos cables de red eléctrica en todo el mercado, el sitio fue reabierto pero debido al deterioro de los elegantes lavabos del siglo XIX, estos últimos fueron demolidos. Aparte de la demolición de los retretes de la era victoriana, otra alteración visible significativa fue la adición de tapas de plástico corrugados sobre las pasarelas entre los puestos. Aunque la competencia con los supermercados esta vez afectaba los patrones comerciales y el declive de la horticultura en el mercado, significando un final aproximado para los titulares de puesto de venta de sus propios productos, el mercado logró sobrevivir a las presiones competitivas.

## Reconstrucción del 2005
Mientras que las remodelaciones de 1976 prolongaron la vida útil del mercado de 1930, el establecimiento se había vuelto decrépito una vez más. Las cubiertas construidas en 1976 bloqueaba la luz del sol en los pasillos, dejando gran parte del mercado sucio y mal iluminado. Los pasillos, que ya eran estrechos, estaban cada vez más restringidos en cuando a adicional y muestra de productos por la parte de afuera del local. Partes removibles se usó para asegurar los locales en la noche, se atascaban contra los lados de los locales durante las horas laborales, causando una obstrucción aún mayor mientras que en esos puestos equipados con puertas, las abrieron hacia el exterior para maximizar el espacio limitado dentro de las unidades de comercio. Además, los pisos de los locales obedecían la dirección de la colina, que significaba un gradiente de inclinación de 1:12, causando problemas de salud para los trabajadores del mercado que tuvieron que soportar el ángulo durante periodos prolongados en el día. El ayuntamiento de Norwich decidió que estos problemas no se podían quedar sin solución y por tanto debían abordarse, así que en diciembre de 2003 se invitó al público a elegir entre tres propuestas para reconstruir el mercado.
Estos planes fueron extremadamente controversiales. Los tres incluían reducir el número de locales de 205 a 140 o 160 como máximo con el fin de incrementar el espacio y los tres involucraban separar el mercado en racimos de puestos, lo que alteraría de manera significativa su apariencia. El Eastern Daily Press organizó una campaña en contra de lo poco atractivo del diseño percibida, la propuesta de reducción del número de puestos que significaría menos propietarios que pagaran renta en el mercado, personas perdiendo sus trabajos y haciendo que los dueños que se podían quedar en el mercado se enfrentaran a un alza en el pago de la renta muy significativo, además del cambio del carácter central de Norwich que significaría el cambio del mercado como un todo. A petición de más de 12.000 firmantes, se rechazan los tres diseños propuestos.
Después de una reunión pública el 26 de enero de 2004, el Consejo dio marcha atrás y Hereward Cooke, líder adjunto del Consejo, dijeron: "Estamos descubriendo lo que quieren los titulares de los puesto y el pueblo de Norwich e intentaremos mejorar para satisfacer sus deseos". El arquitecto Michael Innes  propuso un nuevo diseño, que fue aceptado por el Consejo.  El nuevo diseño se puso en marcha en 2005.
El diseño de Innes mantenía el diseño de filas paralelas con los techos coloridos. Los nuevos locales fueron construidos con acero y aluminio prefabricados que constaban de cuatro puestos cada uno, cada uno teniendo un piso nivelado accesible paso a paso. Estas "unidades" fueron arregladas en filas, con amplios pasillos entre las unidades de dos metros. Se instalaron toldos retractables transparentes por encima de los pasillos, que podrían abrir y cerrar de forma central.
Para permitir que el mercado siguiera operando mientras la reconstrucción se llevaba a cabo, un conjunto de puestos temporales fueron construidos en el Paseo del Caballero y calles cercanas. Un tercio de los locales del mercado se habían cambiado a puestos temporales mientras se sustituyeron sus puestos en el mercado central, un proceso de cuatro meses para cada tercio del mercado. La reconstrucción finalizó oficialmente el 25 de marzo de 2006. A pesar de que era generalmente popular entre los compradores y comerciantes, el rediseño fue criticado por la publicación en The Times, quienes lo describieron como "un centro comercial anémico por inspectores de seguridad y salud: líneas rectas, cubículos tipo caja de limpiador, toda la vida y amor drenadas hacia fuera."
Mientras tanto, en noviembre de 2004 ingenieros identificaron grietas en la terraza que colindaba al Memorial Gardens, y tuvieron que cerrarlo al público por considerarlo de alto riesgo. Finalmente en el 2009 comenzaron la renovación de los jardines.  El Monumento de Lutyens fue desmantelado, limpiado y reensamblado en un nivel superior para se fuese visible desde la calle; igualmente se decidió rotar 180° para que quedara de frente al Ayuntamiento, en lugar del mercado. La terraza fue mejorada en cuanto construcción para hacerla más fuerte y resistente, así como fueron colocados a manera de adorno alrededor de la nueva escultura donada por Paul de Monchaux en el lugar original del monumento.
Los supermercados continuaron teniendo un alto impacto en los patrones de compras. En 1979 los locales de frutas y vegetales ocupaban 70 puestos de los 205 en el mercado; para 1988 ocupaban solo 28 puestos y en 2010 había solo siete locales para la misma categoría. Una amplia variedad de otro tipo de puestos han tomado su lugar y el mercado se mantiene activo. Hasta ahora sigue siendo uno de los mayores mercados en Gran Bretaña pues es una atracción turística, así como un sitio de comercio muy utilizado por los residentes locales, además de ser un punto focal de la ciudad.